# 전주 향토 한지장
전주 향토 한지장은 2023년 3월 30일 전주시의 향토문화유산으로 지정되었다.

## 개요
최성일 전주 향토한지장은 국산 닥나무와 천연잿물, 황촉규 등 전통적 재료를 사용하며 숙련된 기술을 보유한 전통한지 장인이다. 그는 2003년부터 2006년까지 전주종이문화축제 연구실행위원으로 활동하였으며, 2006년과 2009년에는 대한민국 청소년 창작한지 심사위원으로 활약했다. 또한, 전주대학교 산학협력단(2007년), 예원예술대학교 산학협력단(2008년)과 협약을 체결하여 한지 교육 및 연구 체계를 구축하기도 했다. 2021년에는 이탈리아 국립기록유산보존복원중앙연구소(ICPAL)로부터 한지 2종을 보존 및 복원 용지로 인증받았다.

## 지정사유
전주 향토 한지장은 국산 닥나무와 천연잿물, 황촉규 등 전통적 재료를 사용하고 숙련된 기술을 보유하고 있으며, 한지 제조 전통방식의 가치를 충분히 인지하고 체계적으로 보존·계승하기 위해 노력하므로 전주시 향토문화유산으로 지정되었다.